# Парменид
Парменид Елейски (на старогръцки Παρμενίδης) е древногръцки философ, най-яркият представител на школата на „елеатите“, като според някои е и неин основател. Парменид, наред с Питагор и Емпедокъл, е един от най-ярките представители на досократовия период в древногръцката философия.

## Биография
Основната част от активната дейност на Парменид протича в родния му град Елея, съвременната Южна Италия. Ученик на питагорееца Аминий (според някои изследователи през известен период от ранните си години е бил питагореец) и на Ксенофан Колофонски. Познавал се е със Сократ и Платон – платоновият диалог „Парменид“ е важен източник за биографията (както и възгледите – отчасти, при съответен критичен анализ) на елеатския философ. Самият Пармедид излага идеите си в стихотворна форма и според експертите, неговите произведения са на твърде високо поетично ниво. Освен с философия, Парменид активно се е занимавал и с политическа дейност. Като един от ръководителите на полиса Елея, той взема участие в съставянето на неговите закони.

## Философия

### „За природата“
Това е най-значителното произведение на Парменид, което за жалост се е запазило само фрагментарно. В тази творба той за първи път в историята на европейската философия въвежда понятието „битие“. Поемата се състои от три части. В първата част, която е встъпителна, се разказва за възнасянето на автора с колесница до „дверите на деня и нощта (светлината и тъмнината)“ – в духа на Анаксимандър смятани за първооснови на видимия, или по-скоро привидния свят. Там богинята на справедливостта Дике му показва „пътя на истината“ и „мненията на смъртните“, които са и темите на следващите две части. Всъщност почти цялата творба се води от името на богинята, докато Парменид е само неин слушател.
Пътят на истината се състои в това, че битието не може да не съществува, тъй като няма небитие, следователно то е немислимо. Затова ние винаги имаме работа с някаква вторична спрямо битието реалност, а в света няма място, където битието да отсъства, така че тази реалност е привидна. Битието е реално, вечно, то не може да възникне от нищото или да се превърне в нищо, то е безначално и безкрайно. Битието е завършено и според Парменид, подобно на Бога при Ксенофан Колофонски, може да бъде оприличено на сфера.
Хората са далеч от това разбиране на битието, те могат да имат само мнения, които засягат отделни, изолирани случаи на проявата на битието. Човеците признават равноправието на двете начала (светлина и тъмнина) наравно с реалността на битието и погрешно придават на противоположностите реалност. (Тъмнината сама по себе си е нереална, тъй като е само отсъствие на светлина).

### Рационализъм и Битие
Една от основните тези във философията на Парменид е принципната разлика между мисленото и чувственото, между умозримия свят и чувствено познаваемия свят (за първи път в историята на европейската философия). Мисленето, интелектът и съответният му умозрим свят съответстват на битието, което е единно, вечно, неподвижно, еднородно, неделимо и завършено – за боговете няма нито минало, нито бъдеще, а само днес. Термините „минало“ и „бъдеще“ предполагат, че битието е ограничено във времето, че то възниква и загива, затова и са неприложими спрямо него. Битието е вселенската целокупност, всичко което съществува и съществуването изобщо. В същото време чувственото, или сетивното познание води до разбиране за привидно текучество, затова и е несъвършено. Парменид дава едно от първите определения на идеята за тъждество между битие и мислене: „Целта на мисленето и мисълта са едно и също“(VIII,34). „Мисълта и битието са едно и също“ (V,1).

### Парменид и античната философия
Безспорно най-силно е влиянието на Парменид върху неговите преки ученици Зенон Елейски и Мелис Самоски, които доразвиват и конкретизират неговите идеи. Макар и по-слабо, то е забележимо у Платон и Аристотел, както и върху по-късната антична философия. След европейския Ренесанс, мнозина мислители са се връщали пряко или индиректно към неговите формулировки – Рене Декарт, Блез Паскал, Имануел Кант, Георг Хегел
Някои изследователи посочват Парменид, наравно с Питагор, за автори на идеята за кълбообразността на Земята.